# Операція «Врбас 92»
Операція «Врбас 92» (серб. Операција Врбас '92, хорв. Operacija Vrbas 92) — військова наступальна операція армії Республіки Сербської (ВРС) у березні-жовтні 1992 року під час Боснійської війни. Її мета полягала в захопленні стратегічних транспортних і гідроенергетичних позицій на Врбасі (ГЕС Яйце І та ГЕС Яйце II), а також центральнобоснійського міста Яйце з огляду на його стратегічне, транспортне і пропагандистське значення. Місто утримували Хорватська рада оборони, Хорватські оборонні сили та Територіальна оборона Боснії і Герцеговини (майбутня Армія Республіки Боснії і Герцеговини). Інтенсивність боїв значно різнилася: декілька великих наступів сил ВРС перемежовувалися відносним затишшям у боях. Оборону Яйця було зламано військами РС 29 жовтня 1992 року. Після захоплення міста було знищено всі мечеті і римо-католицькі церкви.
Для сербської сторони ці бойові дії покращили безпеку ліній військового зв'язку на південь від столиці боснійських сербів Баня-Лука. Операція зігнала з місця від 30 000 до 40 000 осіб, що іноземні спостерігачі назвали «найбільшим і найганебнішим одночасним відтоком населення» в ході Боснійської війни. Оборонці Яйця не тільки поступалися противникові у живій силі і озброєнні, їхні підрозділи також страждали від недоліків штабної роботи, поглиблених відсутністю належної координації між хорватськими та босняцькими командними і управлінськими структурами, які протягом усієї битви за місто кожна сторона зберігала нарізно. На обороні Яйця також негативно позначилося погіршення хорватсько-босняцьких відносин, а також перестрілки між ТО БіГ/АРБіГ та ХРО уздовж маршруту поповнення запасів захисників Яйця та недопуск босняками хорватської підмоги з Герцеговини і Бусовачі. Мусульмани мали власні плани і хотіли використати боротьбу хорватів як можливість оволодіння всією Лашванською долиною.
Зрештою, підсумки самої битви розпалили ще більшу ворожнечу між цими двома колишніми союзниками, що, кінець кінцем, призвело до хорватсько-боснійської війни. У розколі альянсу АРБіГ-ХРО ВРС вбачала один із головних успіхів операції.